# QtParted
A QtParted Linuxhoz készített program, amivel lehetőség van létrehozni, törölni, átméretezni, valamint igazítani  partíciókat. A program a GNU Parted könyvtárat  valamint a Qt környezetet használja. Hasonlóan a GNU Parted-hez, a QtParted is rendelkezik integrált NTFS átméretezési képességgel, ehhez az ntfsresize programot használja.
A QtParted csapat nem ad ki hivatalos Live CD-t, amivel telepítés nélkül is használni lehetne, eltérően a GParted-től. Ennek ellenére a QtParted-et tartalmazza az Ark Linux Live (az Ark Linux csapat jelenleg a QtParted-et is karbantartja), valamint olyan népszerű Live Linux terjesztések is, mint például a Knoppix, a Kubuntu live CD, a MEPIS és a NimbleX.